# Ivan Tomečak
Ivan Tomečak, né le 7 décembre 1989 à Zagreb (RFS de Yougoslavie, aujourd'hui en Croatie), est un joueur de football international croate évoluant au poste de latéral droit.

## Carrière

### En club
Avec le club du Dinamo Zagreb, il joue 8 matchs en Ligue des champions. Lors de cette compétition, il inscrit un but contre l'équipe espagnole du Real Madrid en novembre 2011.

### En équipe nationale
Tomečak reçoit sa première sélection en équipe de Croatie le 12 novembre 2014 en amical contre l'Argentine.

## Palmarès
Avec le Dinamo Zagreb
- Champion de Croatie en 2009, 2010, 2011, 2012 et 2013
- Vainqueur de la Coupe de Croatie en 2009, 2011 et 2012

 Avec le HNK Rijeka
- Vainqueur de la Coupe de Croatie en 2014
- Vainqueur de la Supercoupe de Croatie en 2014

## Statistiques
Le tableau ci-dessous récapitule les statistiques d'Ivan Tomečak lors de sa carrière en club :
| Saison                | Club                     | Championnat           | Championnat | Championnat | Coupe(s) nationale(s) | Coupe(s) nationale(s) | Compétition(s) continentale(s) | Compétition(s) continentale(s) | Compétition(s) continentale(s) | Autres compétitions | Autres compétitions | Autres compétitions | Total | Total |
| Saison                | Club                     | Division              | M.          | B.          | M.                    | B.                    | Comp.                          | M.                             | B.                             | Comp.               | M.                  | B.                  | M.    | B.    |
| 2007-2008             | Lokomotiva Zagreb (prêt) | 3                     | 32          | 2           | -                     | -                     | -                              | -                              | -                              | -                   | -                   | -                   | 32    | 2     |
| 2008-2009             | Lokomotiva Zagreb (prêt) | 2                     | 15          | 2           | -                     | -                     | -                              | -                              | -                              | -                   | -                   | -                   | 15    | 2     |
| 2008-2009             | Dinamo Zagreb            | 1                     | 13          | 4           | 3                     | 0                     | -                              | -                              | -                              | -                   | -                   | -                   | 16    | 4     |
| 2009-2010             | Dinamo Zagreb            | 1                     | 17          | 1           | 5                     | 0                     | C1+C3                          | 1+7                            | 0+1                            | -                   | -                   | -                   | 30    | 2     |
| 2010-2011             | Dinamo Zagreb            | 1                     | 22          | 4           | 6                     | 2                     | C3                             | 4                              | 0                              | -                   | -                   | -                   | 32    | 6     |
| 2011-2012             | Dinamo Zagreb            | 1                     | 14          | 3           | 6                     | 0                     | C1                             | 6                              | 1                              | -                   | -                   | -                   | 26    | 4     |
| 2012-2013             | Dinamo Zagreb            | 1                     | 8           | 0           | 1                     | 0                     | C1                             | 1                              | 0                              | -                   | -                   | -                   | 10    | 0     |
| 2013-2014             | HNK Rijeka               | 1                     | 27          | 2           | 4                     | 1                     | C3                             | 10                             | 0                              | -                   | -                   | -                   | 41    | 3     |
| 2014-2015             | HNK Rijeka               | 1                     | 33          | 4           | 3                     | 1                     | C3                             | 11                             | 0                              | SC                  | 1                   | 0                   | 48    | 5     |
| 2015-2016             | HNK Rijeka               | 1                     | 5           | 0           | -                     | -                     | C3                             | 1                              | 0                              | -                   | -                   | -                   | 6     | 0     |
| 2015-2016             | FK Dnipro                | 1                     | 9           | 0           | -                     | -                     | C3                             | 4                              | 0                              | -                   | -                   | -                   | 13    | 0     |
| 2016-2017             | Al Nasr Riyad            | 1                     | 14          | 2           | 1                     | 0                     | -                              | -                              | -                              | -                   | -                   | -                   | 15    | 2     |
| 2017-2018             | FC Malines               | 1                     | 9           | 0           | 0                     | 0                     | -                              | -                              | -                              | -                   | -                   | -                   | 9     | 0     |
| 2017-2018             | Club Bruges KV           | 1                     | 0           | 0           | 0                     | 0                     | -                              | -                              | -                              | -                   | -                   | -                   | 0     | 0     |
| Total sur la carrière | Total sur la carrière    | Total sur la carrière | 218         | 24          | 29                    | 4                     | -                              | 45                             | 2                              | -                   | 1                   | 0                   | 293   | 30    |